# تاماگویاکی

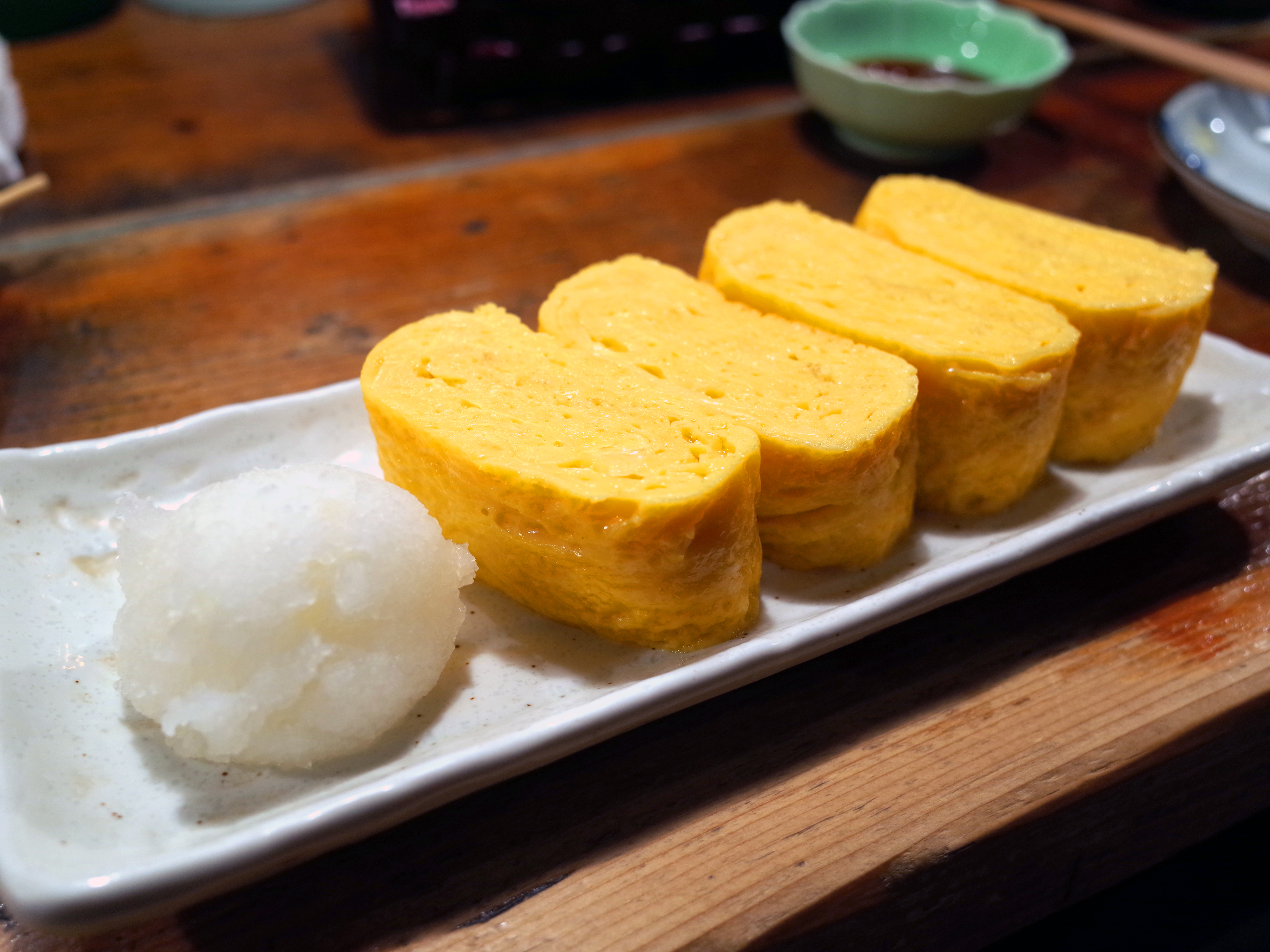
تاماگویاکی

تاماگویاکی (به ژاپنی: 卵焼き たまごやき Tamagoyaki) یا املت ژاپنی (به انگلیسی: Japanese Omelette) یک نوع پخت ویژهٔ تخم مرغ در آشپزی ژاپنی است. تاماگویاکی بسیار در اوبنتو (غذای همراه سبک ژاپنی) و همچنین سُوزای (غذای مکمل همراه غذای اصلی) مصرف می‌شود. تاماگویاکی همچنین به عنوان یکی از موادغذایی‌ای که در سوشی بکار می‌رود نیز در خارج از کشور ژاپن معروف است.
تاماگویاکی از نظر ظاهری و نوع به داشی‌ماکی تاماگو شبیه است اما با آن تفاوت دارد. به غیر از ناحیه کانسای در تاماگویاکی داشی بکار نمی‌رود و طعم آن با شکر شیرین می‌شود. در ناحیه کانسای داشی نیز به تخم مرغ اضافه می‌شود و داشی‌ماکی تاماگو رواج بیشتری دارد.

## طرز تهیه
تخم مرغ‌ها را در ظرفی شکسته و خوب بهم زده می‌شود. بر حسب سلیقه از شکر، نمک و فلفل برای مزه‌دهی استفاده می‌شود. در ماهی تابه‌ای که داغ شده روغن ریخته تا حدی که فقط چرب شود سپس روغن اضافه را برمی‌داریم. از محلول تخم مرغ مقداری در ماهیتابه ریخته و آن را بعد از کمی پختن لوله کرده در یک طرف ماهیتابه جمع می‌کنیم و باز مقداری دیگر تخم مرغ را به درون ماهیتابه ریخته به همراه تخم مرغی که در لبهٔ ماهیتابه به صورت لوله درآمده‌است، جمع می‌کنیم و بدین ترتیب تمام تخم مرغ‌ها با همدیگر به حالت رولت یا استوانه‌ای شکل در می‌آیند. در آخر تخم مرغ‌ها را برش می‌دهیم.

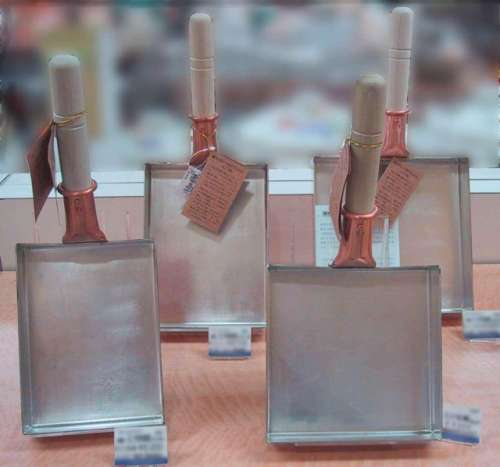
میکی‌یاکی نابه یا ماهیتابهٔ مخصوص درست کردن تاماگویاکی